# Говорушка дымчатая
Говорушка дымчатая (лат. Clitocybe nebularis) — гриб рода говорушек семейства Рядовковых (Tricholomataceae). 
Синонимы:
- Русские: говорушка серая, говорушка дымчато-серая.
- Латинские:
  - Agaricus nebularis Batschbasionym
  - Clitocybe alba (Bataille) Singer
  - Gymnopus nebularis (Batsch) Gray
  - Omphalia nebularis (Batsch) Quél.
  - Lepista nebularis (Fr.) Harmaja и др.[2].

## Описание

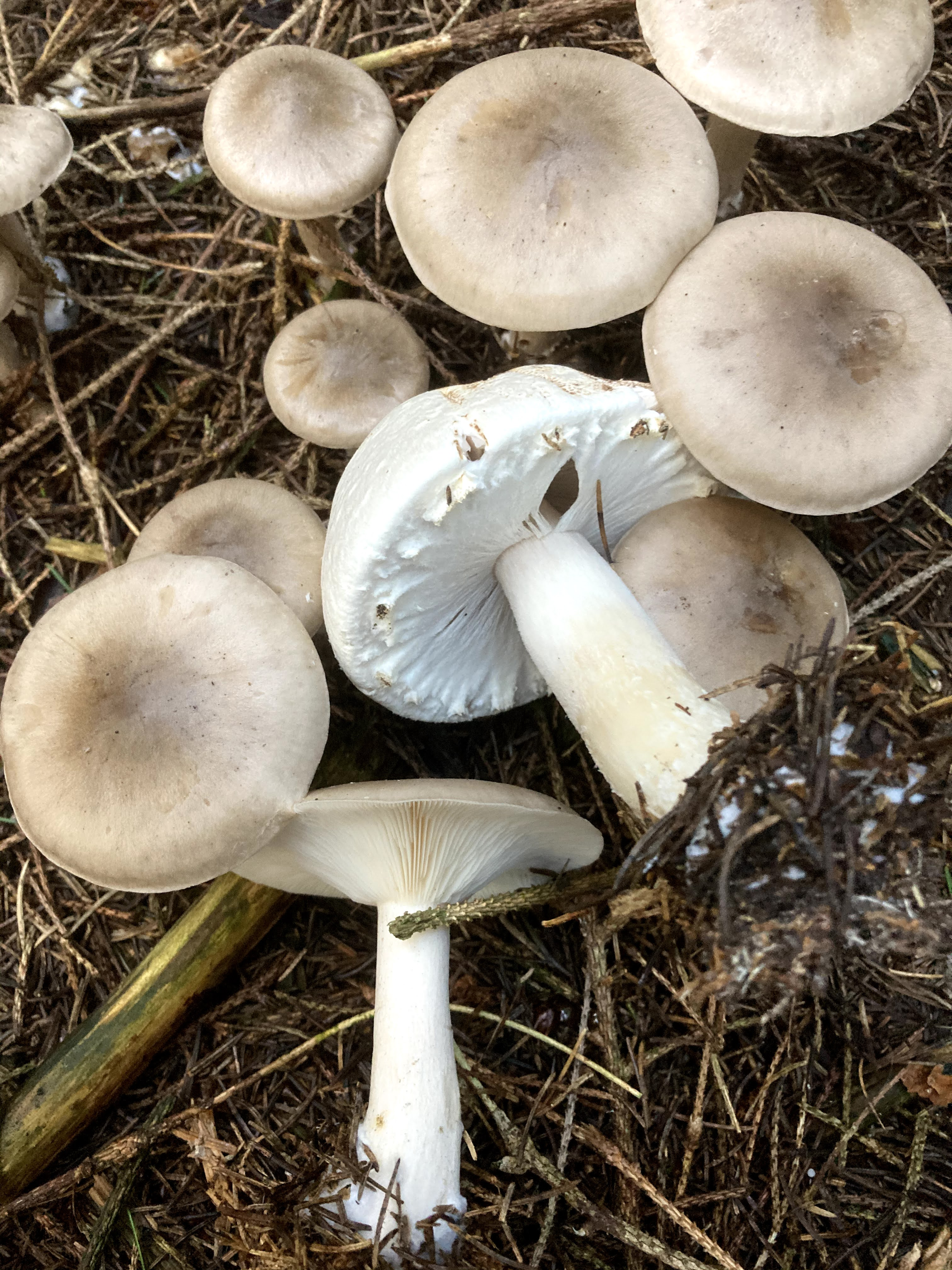
Плодовые тела

Шляпка диаметром 5–15 (25) см, у молодых грибов — полушаровидная или выпуклая с подвёрнутым краем, затем — выпукло-распростёртая или распростёртая, с бугорком в центре и тонким волнистым краем, иногда слабо вдавленная. Подвёрнутый край шляпки нередко сохраняется и у зрелых грибов. Поверхность шляпки гигрофанная: в сырую погоду — серо- или желтовато-коричневатая с более светлым краем; в сухую погоду становится светлее, делаясь серо-коричневатой или пепельно-серой. Иногда выцветает до кремово-белой окраски. У молодых грибов поверхность шляпки покрыта беловатым или сероватым налётом, который легко снимается; у зрелых грибов налёт остается только в середине шляпки, а сама шляпка становится гладкой и глянцевой, с узорчатой кожицей.
Мякоть мясистая, ломкая, плотная (с возрастом становится волокнистой и губчатой), в ножке — более рыхлая; белая, при срезе не меняет цвет. Запах и вкус изменчивые: иногда запах описывается как мучной, цветочный или фруктовый, иногда — как гнилостный, неприятный; усиливается во время отваривания. Вкус описывается как пряный, сладковатый или кисловатый.
Ножка 6–10 (15) см длиной и 1,5–3 (4) см толщиной, плотная, сначала булавовидная, позднее — утолщённая в основании. У молодых грибов ножка заполнена волокнисто-губчатым веществом, но с течением времени становится пустотелой. Поверхность ножки гладкая или слегка волокнистая, беловатая или сероватая (светлее шляпки), с мучнистым налётом.
Пластинки 3–7 мм шириной, тонкие, частые, сначала белые, затем желтоватые, слабонисходящие по ножке и легко отделяющиеся от шляпки.
Споровый порошок беловатый или кремовый.
Споры 6–8 × 3–4 мкм, зерновидно-овальные, гладкие, бесцветные.

## Экология и распространение

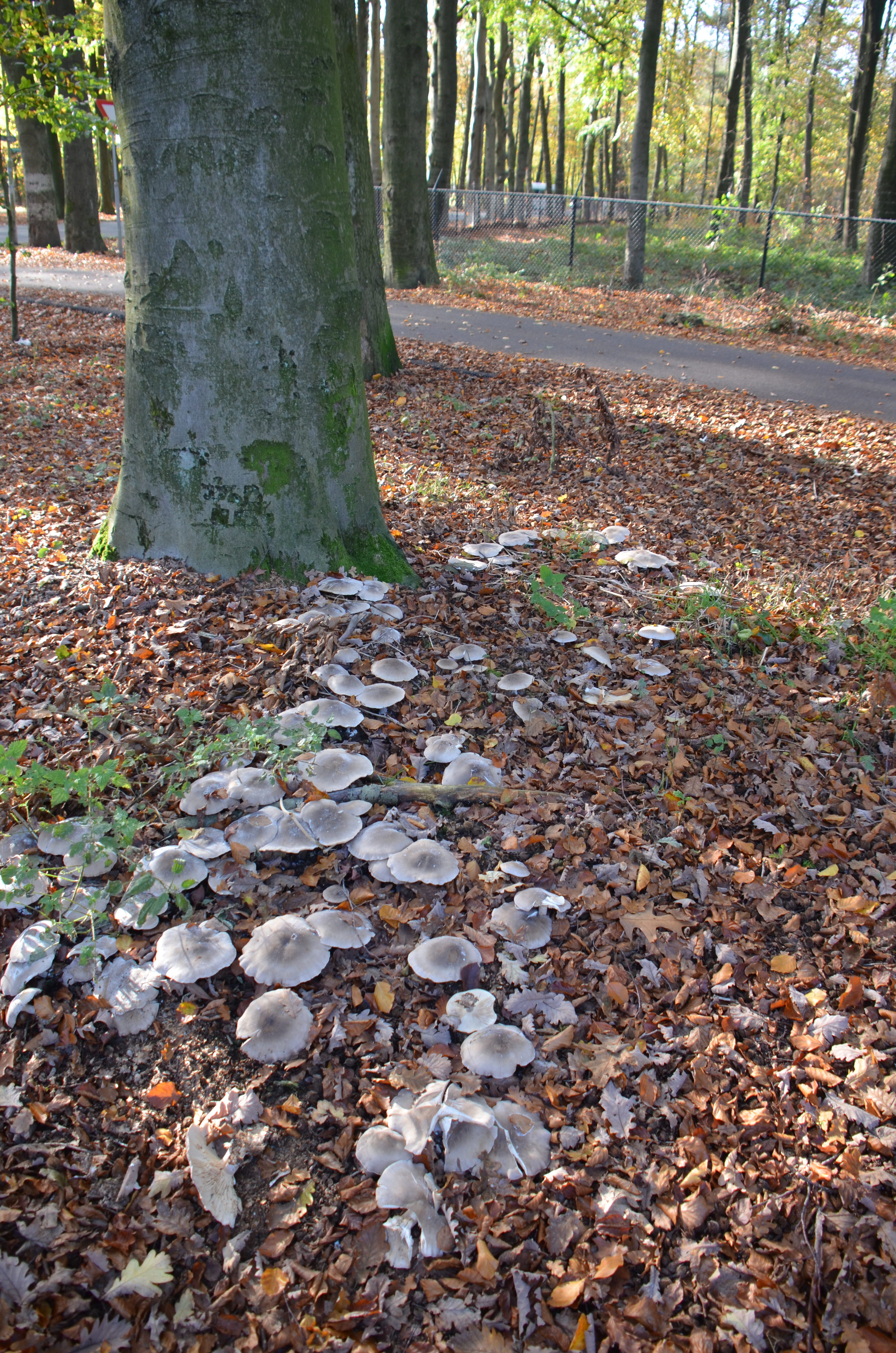
Плодовые тела

Сапрофит. Растет на почве в хвойных (еловых) и смешанных (с елью, дубом, берёзой) лесах, иногда в садах, на опушках, просеках и вдоль тропинок, на лесной подстилке, часто рядом с валежником и гниющими ветками, иногда вместе с рядовкой фиолетовой. 
Плодовые тела обычно появляются группами, нередко образуя длинные ряды и «ведьмины круги». Гриб широко распространён в умеренной зоне Северного полушария.
Сезон с середины августа до конца ноября (массовое плодоношение — с середины сентября до первой декады октября).

## Сходные виды
Отличается от других грибов специфическим сильным запахом, а также некоторой рыхлостью мякоти у зрелых плодовых тел, однако внешне похож на многие светлоокрашенные виды рядовок и энтолом. Среди схожих с говорушкой дымчатой грибов упоминается ядовитая энтолома оловянная (Entoloma sinuatum (Bull. ex Pers.) P. Kumm.), отличающаяся охряным оттенком шляпки и извилистыми розоватыми пластинками.

## Употребление
Одними источниками говорушка дымчатая относится к условно-съедобным грибам, другими к ядовитым.
Причиной ядовитости считается содержащееся в грибе вещество небуларин, что было открыто ещё в 1954 году. Небуларин — опасное цитотоксическое вещество, антибиотик.
Говорушка дымчатая — гриб невысокого качества, употребляется в пищу после предварительной термической обработки (15 минут отваривания). Может вызывать сильное расстройство пищеварения. В пищу используются только молодые плодовые тела.